# Син (град)
Вижте пояснителната страница за други значения на Син.
Син (на френски: Signes) е град в региона Прованс-Алпи-Лазурен бряг в югоизточна Франция, част от окръг Тулон на департамента Вар. Населението му е 2804 души (по данни от 1 януари 2016 г.).

## География
Син е разположен на 350 метра надморска височина в плодородно поле с карстов произход, оградено с покрити с гарига и гори високи хълмове и планини и пресичано от Провансалския канал, на 18 километра северно от Тулон и на 40 километра източно от Марсилия. Основните възвишения около града са планината Сент Бом (1148 m) и Мур д'Анис (919 m) на северозапад и Пу дьо Вез (800 m) и Лимат (811 m) на юг.
Климатът е средиземноморски (Cs по Кьопен), но сравнително хладен през зимата, заради надморската височина и близостта на планините. На територията на общината се намират изворите на Гапо и по-малките реки Раби и Лате.

## История
Селището се споменава за пръв път през 984 година, когато е част от графство Прованс.